# Antonio Sivera
Antonio Sivera est un footballeur espagnol né le 11 août 1996 à Xàbia. Il joue au poste de gardien de but au Deportivo Alavés.

## Biographie

### En club
En 2013, il rejoint les catégories des jeunes du Valence CF. Il joue son premier match avec l'équipe réserve, le Valencia CF Mestalla, contre l'Elche CF Ilicitano en Division 3. Le 10 février 2015, il signe un contrat de cinq ans et devient un titulaire indiscutable au sein de l'équipe réserve. 
Le 19 juillet 2017, il signe pour quatre saisons avec le club du Deportivo Alavés. Il joue son premier match le 24 octobre 2017, en Coupe du Roi, lors d'un déplacement contre Getafe (victoire 0-1). Son premier match en Liga a lieu le 29 avril 2018. Il entre à la place de Fernando Pacheco à domicile contre l'Atlético Madrid.

### En sélection
Avec les moins de 19 ans, il participe au championnat d'Europe des moins de 19 ans en 2015. Lors de cette compétition organisée en Grèce, il officie comme gardien titulaire et joue cinq matchs. Les Espagnols remportent le tournoi en battant la Russie en finale. 
Il dispute ensuite avec les espoirs le championnat d'Europe espoirs en 2019. Lors de cette compétition organisée en Italie, il joue quatre matchs. Les Espagnols remportent le tournoi en battant l'Allemagne en finale.

## Palmarès

### En équipe nationale
Espagne -19 ans
- Vainqueur du championnat d'Europe des moins de 19 ans en 2015

 Espagne espoirs
- Vainqueur du championnat d'Europe espoirs en 2019